# Cyclocephala rangelana
Cyclocephala rangelana är en skalbaggsart som beskrevs av Chapin 1935. Cyclocephala rangelana ingår i släktet Cyclocephala och familjen Dynastidae. Inga underarter finns listade i Catalogue of Life.